# Robert B. Silvers

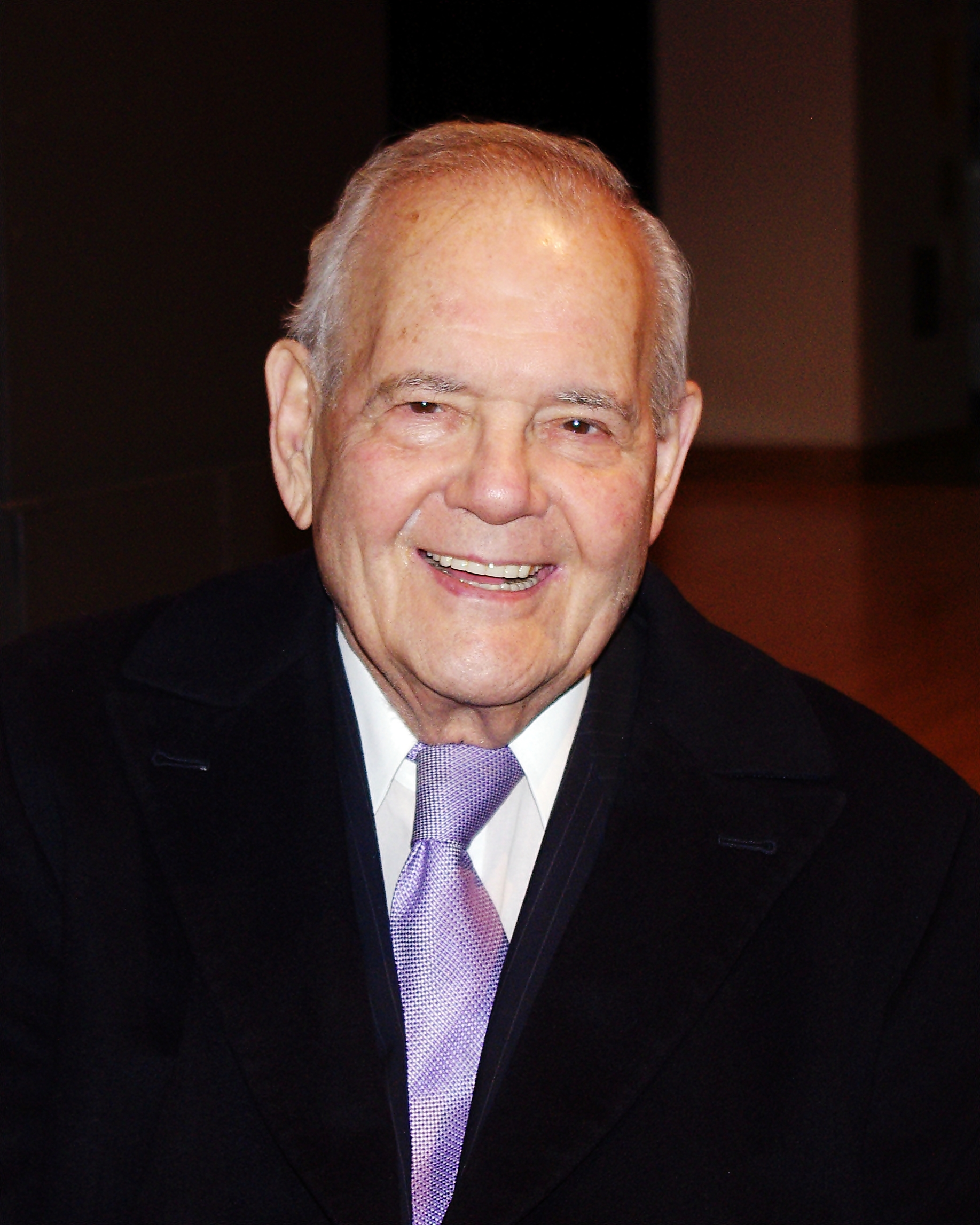
Robert B. Silvers (2012)

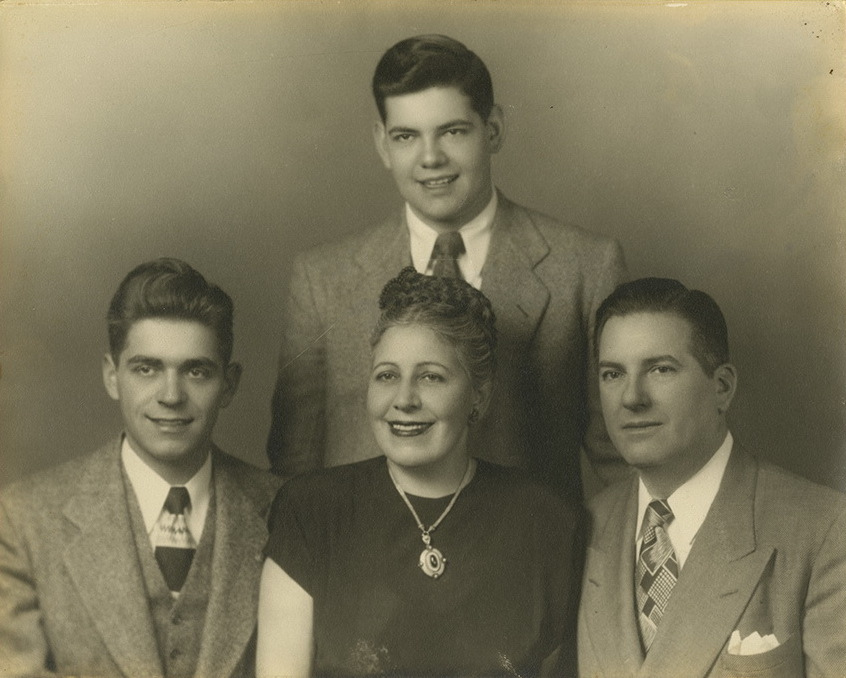
Familie Silvers, Robert stehend (1944)

Robert Benjamin Silvers (geboren 31. Dezember 1929 in Mineola, New York; gestorben 20. März 2017 in New York City) war US-amerikanischer Mitherausgeber der New York Review of Books von 1963 bis 2017.

## Leben
Robert Benjamin Silvers wuchs in Long Island auf und besuchte die University of Chicago. Er studierte Jura an der Yale Law School, brach aber das Studium ab und begann 1950 bei Chester Bowles eine Tätigkeit als Pressesachbearbeiter. Während seines Militärdienstes wurde er als Presseoffizier in Paris eingesetzt und studierte dort an der Sorbonne und der Sciences Po. Silvers wurde in Paris danach Mitarbeiter der Paris Review unter George Plimpton. Zurück in New York arbeitete er von 1959 bis 1963 bei Harper’s Magazine.
Silvers gründete 1963 mit Barbara Epstein The New York Review of Books, die er vierzig Jahre mit ihr zusammen und nach ihrem Tod im Jahr 2006 allein leitete. Zusätzlich zur Zeitschrift schufen sie die „New York Review Books“, in deren Reihe Silvers auch verschiedene Anthologien herausgab.
Silvers erhielt 2012 die National Humanities Medal und 2011 den National Book Critics Circle Award und auch den National Book Award. In Frankreich war er Träger des Ordre national du Mérite und Ritter der Ehrenlegion.
Seit 1996 war er Fellow der American Academy of Arts and Sciences und seit 2013 Ehrenmitglied (Honorary Fellow) der British Academy. Er war Ehrendoktor der Harvard University, der Columbia University und der Oxford University.